# برینکر اینترنشنال
برینکر اینترنشنال (انگلیسی: Brinker International) شرکت رستوران‌های زنجیره‌ای آمریکایی است، که در سال ۱۹۷۵ توسط نورمن برینکر تأسیس شد.